# Barraca del camí dels Muntanyesos XI
La Barraca del camí dels Muntanyesos XI és una obra del Pla de Santa Maria (Alt Camp) inclosa a l'Inventari del Patrimoni Arquitectònic de Catalunya.

## Descripció
És una construcció impressionant per la seva gran factura. És de planta circular amb casella i un gran paravents a ponent que exhibeix un graonat en el seu extrem per tal d'accedir a la coberta.
A l'interior hi ha una falsa cúpula amb una alçada màxima de 4'26m, una menjadora, un cocó i una fornícula. El seu diàmetre interior és de 2'885m. La seva orientació és sud-oest.
Darrere el paravents hi ha un sistema de canalitzacions per protegir la barraca d'eventuals aiguats.
El portal és ametllat (ogival) i entre aquest i el paravents hi ha un pedrís que podia haver estat una menjadora exterior.